# クリスチャン＝ジャック
クリスチャン＝ジャック（Christian-Jaque, 1904年9月4日 - 1994年7月8日）は、フランスの映画監督である。

## 生涯
パリで生まれる。
1920年代より美術監督、プロダクションデザイナーとして映画界に入る。1930年代より監督、脚本としての活動を始める。
1946年の監督・脚本作『幽霊』が第1回カンヌ国際映画祭で上映される。1952年の『花咲ける騎士道』により第5回カンヌ国際映画祭監督賞と第2回ベルリン国際映画祭銀熊賞を受賞する。
1959年に第1回モスクワ国際映画祭、1979年に第11回モスクワ国際映画祭の審査員を務めた。
1970年代後半から1980年代にかけてはテレビでの仕事が中心となった。
1994年にブローニュ＝ビヤンクールで亡くなった。

## 主なフィルモグラフィ
- Le Bidon d'or (1932) 監督
- 青春乱舞 Le grand élan (1940) 監督
- L'Enfer des anges (1941) 監督
- 最初の舞踏会 Premier bal (1941) 監督
- L'Assassinat du père Noël (1941) ＊DVDスルー題「サンタクロース殺人事件」
- 幻想交響楽 La Symphonie fantastique (1942) 監督
- カルメン Carmen (1945) 監督・脚本
- 幻の馬 Sortilèges (1945) 監督・脚本
- Un revenant (1946) 監督・脚本　＊テレビ放映題「幽霊」
- パルムの僧院 La Chartreuse de Parme (1948) 監督・脚本
- シンゴアラ Singoalla (1949) 監督・脚本
- Souvenirs perdus (1950) 監督・脚本 ＊テレビ放映題「失われた想い出」
- 青ひげ Barbe-Bleue (1951) 監督・脚本
- 花咲ける騎士道 Fanfan la Tulipe (1952) 監督・脚本
- 愛すべき御婦人たち Adorable Creatures (1952) 監督
- ボルジア家の毒薬 Lucrèce Borgia (1953) 監督・脚本
- Destinées (1954) 監督　＊テレビ放映題「運命」
- 女優ナナ Nana (1955) 監督・脚本
- 空と海の間に Si tous les gars du monde (1956) 監督・脚本
- La loi, c'est la loi (1958) 監督・脚色 ＊NHK-BS放映題「国境の村」
- バベット戦争へ行く Babette s'en va-t-en guerre (1959) 監督
- フランス女性と恋愛 La française et l'amour (1960) 監督
- 戦場を駈ける女 Madame Sans-Gêne (1961) 監督・脚本
- 黒い情事 Les bonnes causes (1963) 監督・脚本
- 黒いチューリップ La tulipe noire (1964) 監督・脚本
- SOS一触即発 Le gentleman de Cocody (1965) 監督・脚本
- Geheimnisse in goldenen Nylons (1967) 監督・脚本 ＊テレビ放映題「メキシコ行き2枚の切符」
- Le calde notti di Lady Hamilton (1968) 監督・脚本・原案 ＊DVDスルー題「ザ・ストーリー・オブ・レディー・ハミルトン」
- 華麗なる対決 Les pétroleuses (1971) 監督
- Docteur Justice (1975) 監督・脚本 ＊テレビ放映題「タンカー・ジャック」